# 全国大学野球連盟
全国大学野球連盟（ぜんこくだいがくやきゅうれんめい）とは、日本における硬式の大学野球で戦前の旧制大学時代からの続く有力大学野球連盟で構成された団体である。

## 略史
日本での硬式の大学野球は、戦前の旧制大学と旧制高等専門学校（高等学校、専門学校、師範学校など）が戦後の学制改革を経て新制大学として整理されるまでは、いわゆる学生野球として呼ばれていたものの、それぞれ旧制の大学、高専（高等学校、専門学校、師範学校）などに分かれており、各々は全国的な統括組織をもつものもあったが、学生野球界全てを統括する組織はなく、全国大会も唯一、四帝大連盟が主催している全国高等専門学校野球大会があるのみで、大学野球リーグはめいめいのリーグ戦を行なっているだけの状態であった。またそれぞれ大学野球リーグ、専門学校リーグなどがあったが、旧制専門学校から旧制大学へ昇格する学校も少なくなく、同じリーグの中に大学と専門学校が混在するリーグも多かった。
そういうなかで、戦前にいち早く旧制大学だけの有力校で構成されたのが、東京六大学野球連盟、東都大学野球連盟、関西六大学野球連盟（旧連盟。以下、旧関六）で、戦前・戦中の間はそれぞれで覇を競っていたが、終戦を迎え大学野球が再開するにあたって、戦前から最も人気実力ともに高かった東京六大学野球リーグに対して東都大学連盟からの合併の希望があったが、それを遠回しに回避したいという意味合いと共に、東京六大学所属校との対戦を望む希望をかなえるという主旨も込めて大学日本一を決めるため、1947年以後、毎年秋季リーグ戦後に東京六、東都、関西六の三連盟による大学王座決定戦を実施することとなった。それと同時に運営機関として前述の三連盟により全国大学野球連盟を結成した。
一方、戦前から続いていた全国高等専門学校野球大会も、再開後1948年までは行なわれていたが、1947年から1949年までの間で行なわれた学制改革の結果、旧制大学と旧高専校の全てが新制大学として統合整理され、全国高等専門学校野球大会に代わる全国大会を実施するために、全国新制大学野球連盟を1949年に発足。同年から新制大学野球選手権が開始されたが、この大会と連盟には東京六大学、東都、旧関六は参加していない。
くしくも1949年以降は、大学野球の全国組織が2つ存在することになったわけだが、先に発足した全国大学野球連盟にすれば、その名が示すように3連盟のみの閉じた組織にしたつもりはなかったようであるが、全国大学野球連盟の発足当時は、まだ学制改革の結果が出ていない段階での組織でもあり、旧制大学から続く全国大学野球連盟とすれば、後に新制大学として同格になる専門学校所属連盟は、当時はまだ別と考えられていたようである。全国連盟創設組として先行参加し、後年に徐々に参加連盟も順次全国的に拡大するという見通しがあった。事実、東京六大学、東都、旧関六の様に戦前からあり、旧制大学も一部加盟している学生野球連盟には、第1回の全国新制大学野球選手権への参加は見送っている連盟もあった。
しかし、1949年になり、学制改革の結果、多くの旧高専校が新制大学として昇格・再編され、全国的には全体の大学数の中では、旧高専校から昇格した大学の方が圧倒的な数となってしまい、それらが実質的な全国高等専門学校野球大会の代わりに設定された全国新制大学野球選手権に参加するのは野球部単位で考えても、所属する連盟単位で考えても、むしろ自然な流れであった。しかし数の理論ではそうであっても、あくまで学生野球の有力校の集まり・主流は、東京六大学、東都、旧関六であったのも事実であったため、結局は数年間は全国組織が2本立てのままで推移した。
そういう情況が3年経過するうちに、やはり全国大学野球連盟と全国新制大学野球連盟を統合して真の大学日本一を決定しようという動きが徐々に大きくなり、1952年には統一の全国大会を開催する運びとなった。その新しい全国大会を主催するために全国新制大学野球連盟が全国大学野球連盟に吸収される形で、1952年1月に新しい全国大学野球連盟が発足し、同年8月には、全国から8連盟（3大学連盟と5地区連盟）の春季の優勝校が出場し第1回の全日本大学野球選手権大会が明治神宮野球場で開催された。なお新連盟の発足当時は旧名称を引き継いでいたが、2年目から全日本大学野球連盟に改められ、以後は全日本大学野球連盟の活動として引き継がれていった。（全日本大学野球連盟と全日本大学野球選手権大会についてはそちらの項を参照のこと。）
なお近畿学生野球連盟50年史の中の資料によれば、1952年4月に行なわれた当時の連盟事務局会議の議事録の中で、同年8月に開催が予定されている選手権大会とは別に、同年の秋季リーグ戦後には前年まで行なわれていた大学王座決定戦を（この時点では）まだ行なう予定になっており、王座戦には関西から旧関六代表の他に近畿リーグからも新たに代表が出る運動を推進する旨の記載が見られる。
全日本大学野球選手権大会の記録も、第1回の大会のみは2回大会以降の代表地区名と異なったものが用いられるなど、まだ初年度の段階では後年に続くものが固まってはいない状態だったことが感じられ、まだ多少混沌としていた情況だったと思われる。
以下に、少ないながら確認出来ている当時の情況を示すものを記す。

## 沿革
- 1947年　全国大学野球連盟を結成。大学野球王座決定戦を秋季リーグ戦後にそれぞれの優勝校を集めて開催。1回戦総当り制。主催は各連盟持ち回り。

- 1952年　全国新制大学野球連盟を実質的に吸収し、新しい全国大学野球連盟を結成。同年8月に第1回全日本大学野球選手権大会を実施。翌年までに名称を全日本大学野球連盟と改める。同年以降は大学王座決定戦は廃止。（選手権開始のため、発展的に解消）

## 王座決定戦の結果

### 第1回（1947年：阪神甲子園球場）
- 関西学院大学（関西六）0-3　専修大学（東都）
- 慶應義塾大学（東京六）4-2　専修大学（東都）
- 関西学院大学（関西六）7-6　慶應義塾大学（東京六）

（優勝預かり）

### 第2回（1948年：神宮球場）
- 法政大学（東京六）5-2　中央大学（東都）
- 中央大学（東都）5-6　立命館大学（関西六）
- 法政大学（東京六）15-0　立命館大学（関西六）

（法政大学の優勝）

### 第3回（1949年：西宮球場）
- 慶應義塾大学（東京六）10-0　中央大学（東都）
- 中央大学（東都）7-4　関西大学（関西六）
- 関西大学（関西六）7-1　慶應義塾大学（東京六）

（優勝預かり）

### 第4回（1950年：神宮球場）
- 日本大学（東都）0-9　早稲田大学（東京六）
- 日本大学（東都）14-1　同志社大学（関西六）
- 早稲田大学（東京六）5-0　同志社大学（関西六）

（早稲田大学の優勝）

### 第5回（1951年：西宮球場）
- 専修大学（東都）1-0　慶應義塾大学（東京六）
- 専修大学（東都）0-5　関西大学（関西六）
- 慶應義塾大学（東京六）2-1　関西大学（関西六）

（優勝預かり）